# Saint-Vincent-de-Cosse
Saint-Vincent-de-Cosse is een gemeente in het Franse departement Dordogne (regio Nouvelle-Aquitaine) en telt 351 inwoners (1999). De plaats maakt deel uit van het arrondissement Sarlat-la-Canéda.

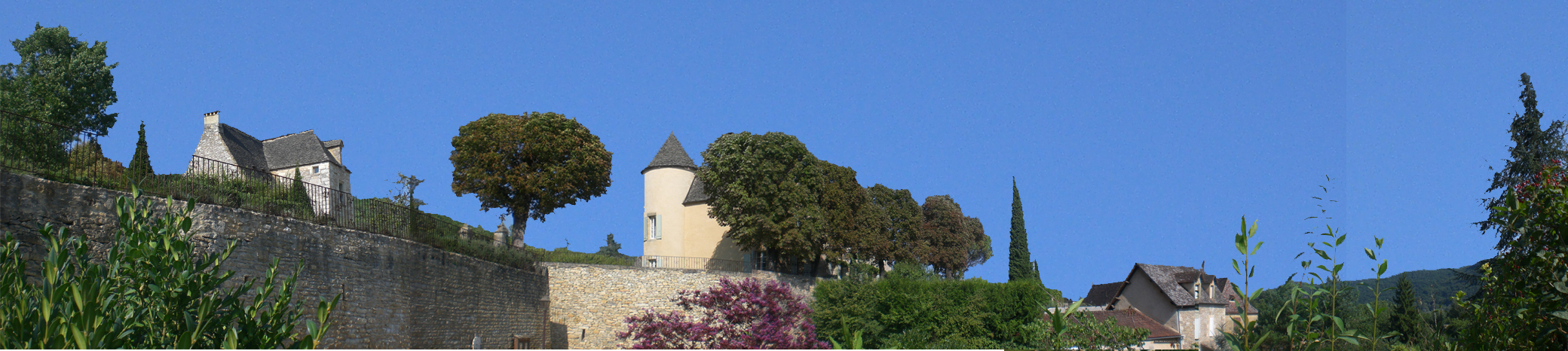
Saint-Vincent-de-Cosse

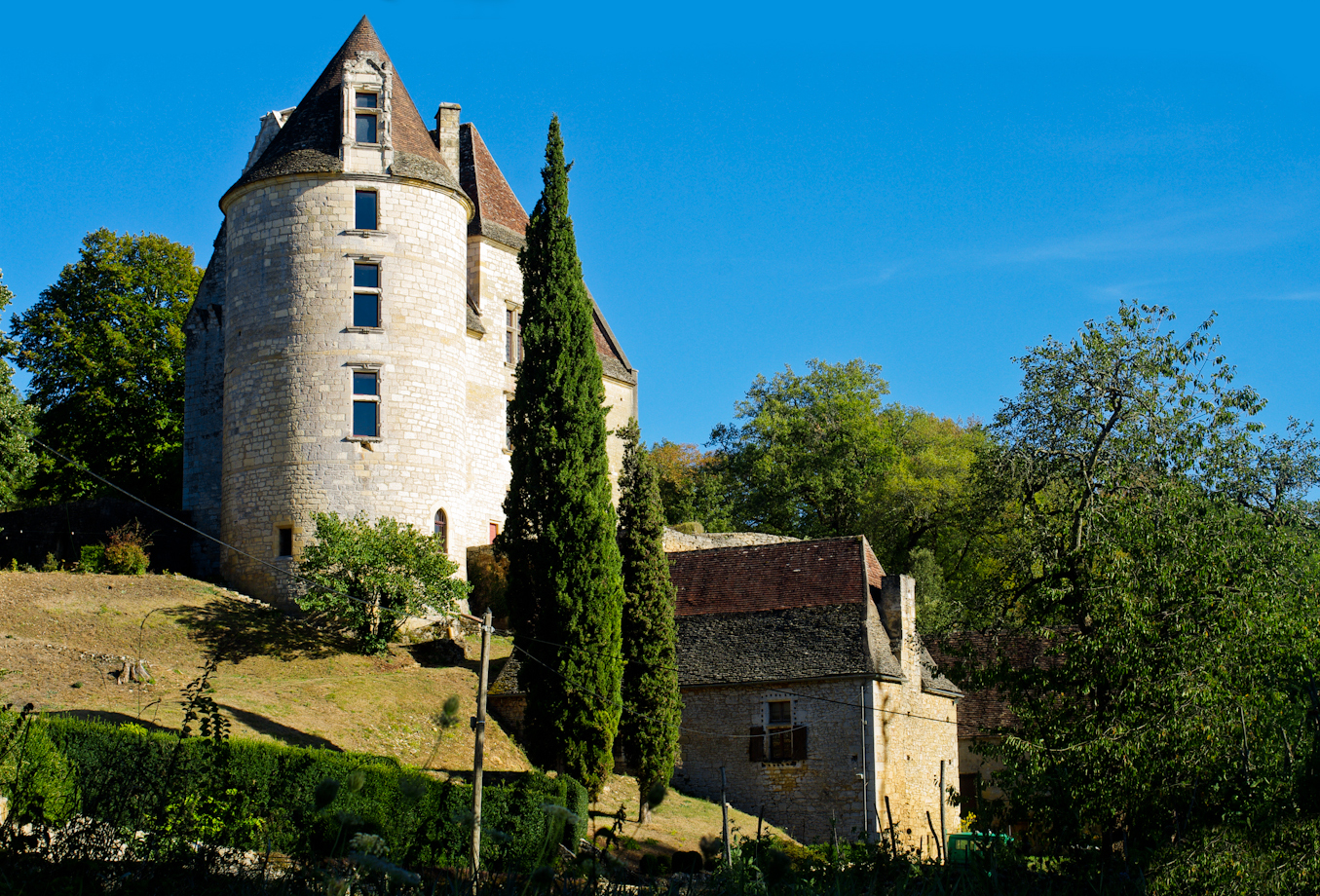
Château de Panassou
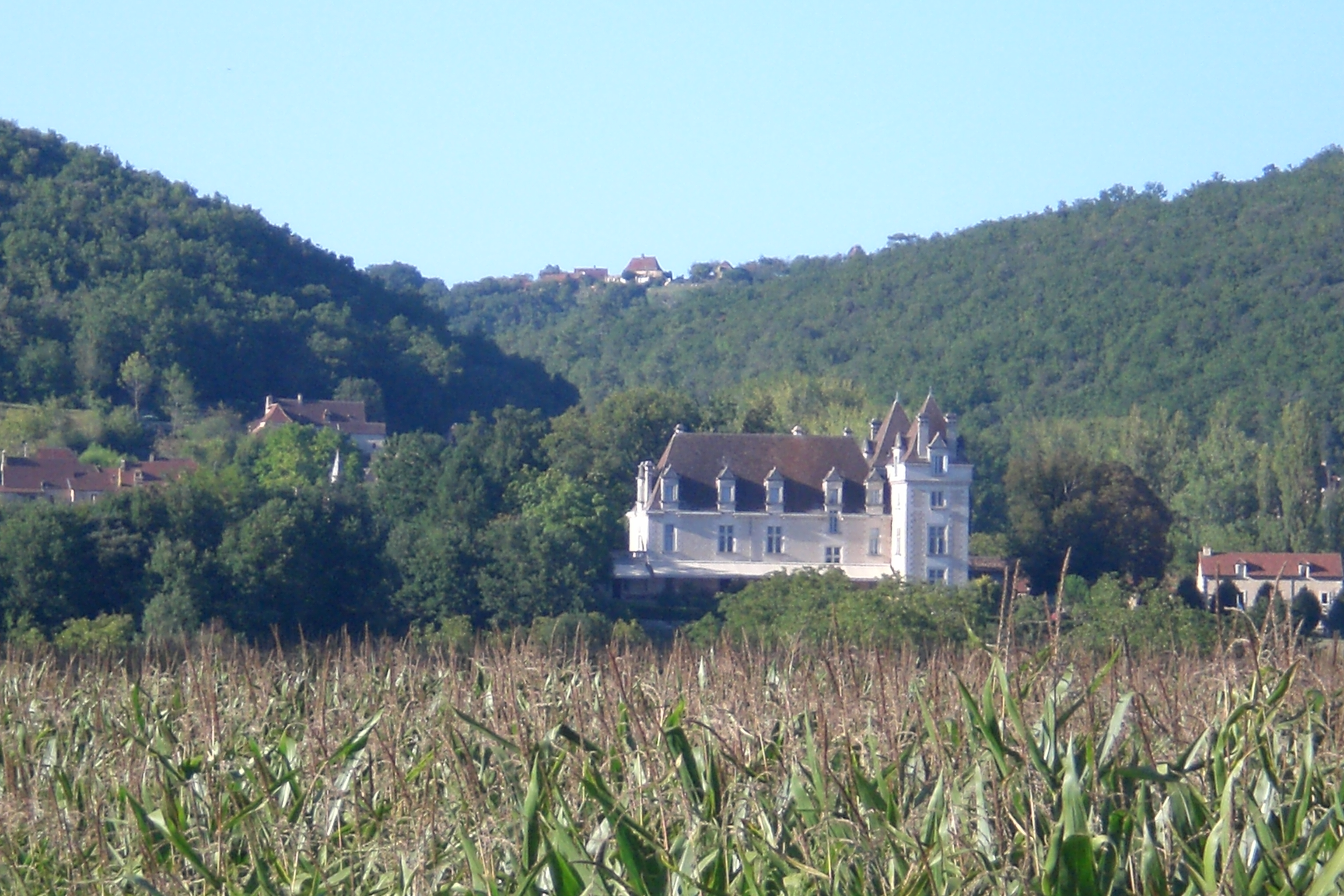
Château de Monrecours

## Geografie
De oppervlakte van Saint-Vincent-de-Cosse bedraagt 7,2 km², de bevolkingsdichtheid is 48,7 inwoners per km².
De onderstaande kaart toont de ligging van Saint-Vincent-de-Cosse met de belangrijkste infrastructuur en aangrenzende gemeenten.

## Demografie
Onderstaande figuur toont het verloop van het inwonertal (bron: INSEE-tellingen).